# Kehinde Wiley
Kehinde Wiley (sinh năm 1977) là một họa sĩ vẽ chân dung sống ở thành phố New York , nổi tiếng với những bức tranh tự nhiên của người Mỹ gốc Phi. Tại triển lãm ở Bảo tàng Nghệ thuật Columbus, khi tổ chức một cuộc triển lãm tác phẩm của ông vào năm 2007, ông đã mô tả công việc của mình như sau: "Nhờ bức chân dung anh hùng của mình ông đã xây dựng được hình ảnh người thanh niên Mỹ gốc Phi trong văn hoá đương đại và khẳng định được vị thế của họ. Ông đã được ca ngợi vì đã giải quyết được vấn đề này"
Vào tháng 10 năm 2017, Wiley đã được giao nhiệm vụ sản xuất một bức chân dung của cựu Tổng thống Mỹ Barack Obama cho Phòng triển lãm Chân dung Quốc gia Smithsonian. Bức tranh này được công bố vào ngày 12 tháng 2 năm 2018. Ông và Amy Sherald là những nghệ sĩ da đen đầu tiên vẽ chân dung chính thức cho Tổng thống hoặc đệ nhất phu nhân cho Phòng trưng bày Chân dung Quốc gia Wiley đã nhận được những lời chỉ trích liên quan đến việc ủy thác cho bức chân dung tổng thống Obama, vì ông đã sản xuất hai biến thể vẽ tranh của Judith Beheading Holofernes, nơi Wiley mô tả phụ nữ Mỹ gốc Phi đang nắm giữ những người phụ nữ da trắng bị cắt đứt, mà Wiley nói là "chơi trên 'giết chết' điều trắng '
Ông được Tạp chí Time bình chọn và đưa vào danh sách 100 nhân vật ảnh hưởng nhất trên thế giới vào năm 2018.

## Tiểu sử
Wiley sinh ra ở Los Angeles, California, Hoa Kỳ. Cha của ông là Yoruba đến từ Nigeria và mẹ của ông là người Mỹ gốc Phi. Khi còn là một đứa trẻ, mẹ anh đã ủng hộ sự quan tâm của anh đối với nghệ thuật và đăng ký cho ông vào học ở các lớp nghệ thuật sau giờ học chính. Ở tuổi 12, ông đã dành một thời gian ngắn tại một trường nghệ thuật ở Nga.
Wiley đã không lớn lên và sống cùng với cha mình, ở tuổi 20 ông đã đi du lịch đến Nigeria để khám phá nguồn gốc của mình. Wiley tốt nghiệp Học viện Nghệ thuật San Francisco năm 1999 và tốt nghiệp Đại học Yale, Trường Nghệ thuật vào năm 2001.

## Sự nghiệp
Wiley thường tham khảo các bức tranh Old Masters cho tư thế của hình. Các bức tranh của Wiley thường làm mờ ranh giới giữa các phương thức đại diện truyền thống và hiện đại. Xuất hiện trong một chế độ thực tế - trong khi đưa ra các tham chiếu đến các bức tranh Old Master cụ thể — Wiley tạo ra sự kết hợp giữa các phong cách cổ, từ tiếng Pháp Rococo, kiến trúc Hồi giáo và thiết kế dệt Tây Phi đến hip hop đô thị và "Biển bọt xanh" của Martha Stewart Nội thất màu swatch. Wiley lớn hơn một chút so với số liệu kích thước thật được mô tả theo cách anh hùng, vì tư thế của chúng bao hàm quyền lực và thức tỉnh tinh thần. Vai diễn nam tính của Wiley được lọc qua những tư thế quyền lực và tâm linh này.
Wiley của Napoleon Dẫn đầu quân Qua Alps (2005) được dựa trên Napoleon Crossing dãy núi Alps (1800) của Jacques-Louis David, thường được coi là một "kiệt tác", với một kỵ sĩ Phi mặc ngụy trang hiện đại và một khăn rằn. Wiley "điều tra nhận thức về màu đen và tạo ra một Olympus lai hiện đại, trong đó truyền thống được đầu tư với độ tin cậy đường phố mới".
Chân dung của anh dựa trên những bức ảnh của những người đàn ông trẻ mà Wiley nhìn thấy trên đường phố. Ông đã vẽ những người đàn ông từ đường 125 của Harlem, cũng như khu phố Nam Trung Bộ Los Angeles nơi ông sinh ra. Mặc quần áo trên đường phố, các mô hình của anh được yêu cầu giả định những bức tranh của các bậc thầy thời Phục hưng, như Tiziano Vecellio và Giovanni Battista Tiepolo. Wiley mô tả cách tiếp cận của mình như là "thẩm vấn quan điểm của họa sĩ bậc thầy, cùng một lúc quan trọng và phức tạp." Bức tranh tượng trưng của ông "trích dẫn nguồn lịch sử và vị trí người đàn ông da đen trẻ trong lĩnh vực quyền lực". Theo cách này, các bức tranh của ông kết hợp lịch sử và phong cách một cách độc đáo và đương đại. Nghệ thuật của ông đã được mô tả là có phẩm chất Wiley đã sử dụng một hình ảnh tinh trùng như là biểu tượng của nam tính và giới tính.
Wiley đã có một hồi tưởng vào năm 2016 tại Bảo tàng Nghệ thuật Seattle. In May 2017, he had an exhibit, Trickster, at the Sean Kelly Gallery, New York City. The exhibit featured 11 paintings depicting contemporary black artists.
Wiley mở một studio ở Bắc Kinh, Trung Quốc năm 2006 để mướn người thêm nét vẽ trong các bức họa của mình. Vào tháng 5 năm 2017, anh đã có một cuộc triển lãm, Trickster, tại Sean Kelly Gallery, thành phố New York. Triển lãm có 11 bức tranh mô tả các nghệ sĩ da đen đương đại.

## Bức tranhJudith Beheading Holofernes
Vào năm 2012, Wiley, người nổi tiếng với những người đàn ông vẽ tranh, trưng bày tác phẩm ở Bắc Kinh bao gồm nhiều bức tranh của phụ nữ. Tạp chí New York đã mô tả biến thể của ông về bức tranh của Judith Beheading Holofernes như đang đứng trong số những người còn lại, mô tả bức tranh mô tả: "một người phụ nữ da đen cao, thanh lịch trong một chiếc váy dài màu xanh. Một mặt, cô ấy cầm một con dao. khác, một đầu nữ brunette bị cắt đứt sạch ". Mô tả bức tranh Wiley nói: "Đó là một vở kịch về 'giết trắng'. Wiley trưng bày một bức tranh tương tự thứ hai cũng vào năm 2012. Nó cũng có một phụ nữ da đen cầm một con dao trong một tay và một người phụ nữ da trắng cắt đứt đầu trong tay khác., một câu chuyện về một nữ chém đầu một vị tướng nam. Wiley giải thích nhân vật nữ của Judith là một phụ nữ da đen hiện đại. Không rõ tại sao ông giải thích Holofernes là người da trắng và thay đổi tướng Holofernes bị chặt đầu từ nam sang nữ.

## Chân dung Tổng thống Barack Obama
Vào tháng 10 năm 2017, Wiley đã được Barack Obama chọn để vẽ một bức chân dung chính thức của cựu tổng thống xuất hiện trong triển lãm " Chân dung của Tổng thống Mỹ" của Smithsonian. Bức tranh được công bố vào ngày 12 tháng 2 năm 2018, và mô tả Obama ngồi trên ghế dường như trôi nổi giữa tán lá..

## Thành tích
Vào tháng 10 năm 2011, Wiley đã nhận được giải Nghệ sĩ của năm từ Hội Giáo viên nghệ thuật thành phố New York / Liên đoàn giáo viên Hoa Kỳ. Ông cũng nhận được giải thưởng Nghệ sĩ của năm của tạp chí Canteen. Hai bức tranh của Wiley đã được giới thiệu trên top 500 xe taxi thành phố New York vào đầu năm 2011 như là một sự hợp tác với Quỹ sản xuất nghệ thuật
Wiley là đặc trưng trong một thương mại trên Mỹ như là một nhân vật 2010 Honoree. Puma AG ủy thác cho Wiley vẽ bốn bức chân dung của các cầu thủ bóng đá châu Phi nổi bật. Các mẫu từ các bức tranh của ông được đưa vào thiết bị thể thao Puma. Bộ phim hoàn chỉnh, Legends of Unity: World Cup 2010, đã được trưng bày vào đầu năm 2010 tại Deitch Projects ở thành phố New York
Tác phẩm của ông được trưng bày tại Phòng triển lãm Chân dung Quốc gia như một phần của cuộc triển lãm Công nhận năm 2008. Kehinde Wiley: A New Republic một hồi tưởng tại Bảo tàng Mỹ thuật Virginia (Richmond, VA), vào mùa hè năm 2016 (tháng 6) 11 – 5 tháng 9) đã lắp ráp gần 60 bức tranh và tác phẩm điêu khắc của ông.

## Đời tư
Ông được xác định là người đồng tính.

## Triển lãm cá nhân được chọn
- 2006: Kehinde Wiley: Columbus at the Columbus Museum of Art, Columbus, OH
- 2006: Willem van Heythuysen at the Virginia Museum of Fine Arts, Richmond, VA
- 2008: Three Wise Men Greeting Entry Into Lagos at (PAFA) Pennsylvania Academy Of Fine Arts, Philadelphia, PA
- 2009: The World Stage: Brazil at Roberts & Tilton, Los Angeles, CA
- 2009: The World Stage: Africa at ArtSpace, San Antonio, TX
- 2009: Black Light at Deitch Projects, New York City
- 2010: Legends of Unity | World Cup 2010 | PUMA, several locations worldwide
- 2010: The World Stage: India, Sri Lanka at Rhona Hoffman Gallery, Chicago, IL
- 2011: Kehinde Wiley: Selected Works at the Savannah College of Art and Design (SCAD) Museum of Art, Savannah, GA
- 2012: An Economy of Grace at Sean Kelly Gallery, New York City
- 2012: The World Stage: France at Galerie Daniel Templon, Paris
- 2012: Kehinde Wiley/ The World Stage: Israel at The Jewish Museum, New York City[25]
- 2011–13: The World Stage: Israel at Roberts & Tilton, Culver City, CA; traveled to Jewish Museum (New York) (2012); the Contemporary Jewish Museum, San Francisco, CA (2013); Boise Art Museum, Boise, ID (2013)
- 2013: Kehinde Wiley: Memling at Phoenix Art Museum, Phoenix, AZ
- 2013: The World Stage: Jamaica at Stephen Freidman Gallery, London, UK
- 2015–17: Kehinde Wiley: A New Republic[26] at the Brooklyn Museum (2015), Brooklyn, NY; traveled to Modern Art Museum of Fort Worth, Fort Worth, TX (2016); Virginia Museum of Fine Arts, Richmond, VA (2016); Seattle Art Museum, Seattle, WA (2016); Phoenix Art Museum, Phoenix, AZ (2016); Toledo Museum of Art, Toledo, OH (2017), Oklahoma City Museum of Art (2017)[27]
- 2017: Trickster, Sean Kelly Gallery, New York City[28]
- 2017-18: In Search of the Miraculous at Stephen Freidman Gallery, London, UK

## Các bộ sưu tập
- Toledo Museum of Art
- Virginia Museum of Fine Arts in Richmond, Virginia
- San Antonio Museum of Art
- Minneapolis Institute of Art
- Brooklyn Museum
- Columbus Museum of Art
- Detroit Institute of Arts (DIA) in Detroit, Michigan
- Nelson-Atkins Museum of Art in Kansas City, Missouri
- Oak Park Public Library in Oak Park, Illinois
- Studio Museum in Harlem in New York City
- Jewish Museum in New York City[29]
- High Museum of Art in Atlanta, Georgia
- Phoenix Art Museum in Phoenix, Arizona
- Los Angeles County Museum of Art in Los Angeles, California
- Hammer Museum, in Los Angeles, California
- Milwaukee Art Museum
- Walker Art Center in Minneapolis, Minnesota
- Mint Museum in Charlotte, North Carolina
- North Carolina Museum of Art in Raleigh, North Carolina
- Nasher Museum of Art in Durham, North Carolina
- Wadsworth Atheneum in Hartford, Connecticut